# Eduard Pštross
Eduard rytíř Pštross, psán také rytíř z Pštroszu (13. prosince 1819 Praha – 27. prosince 1890 Praha) byl český právní úředník, politik, národní buditel a divadelní podnikatel.

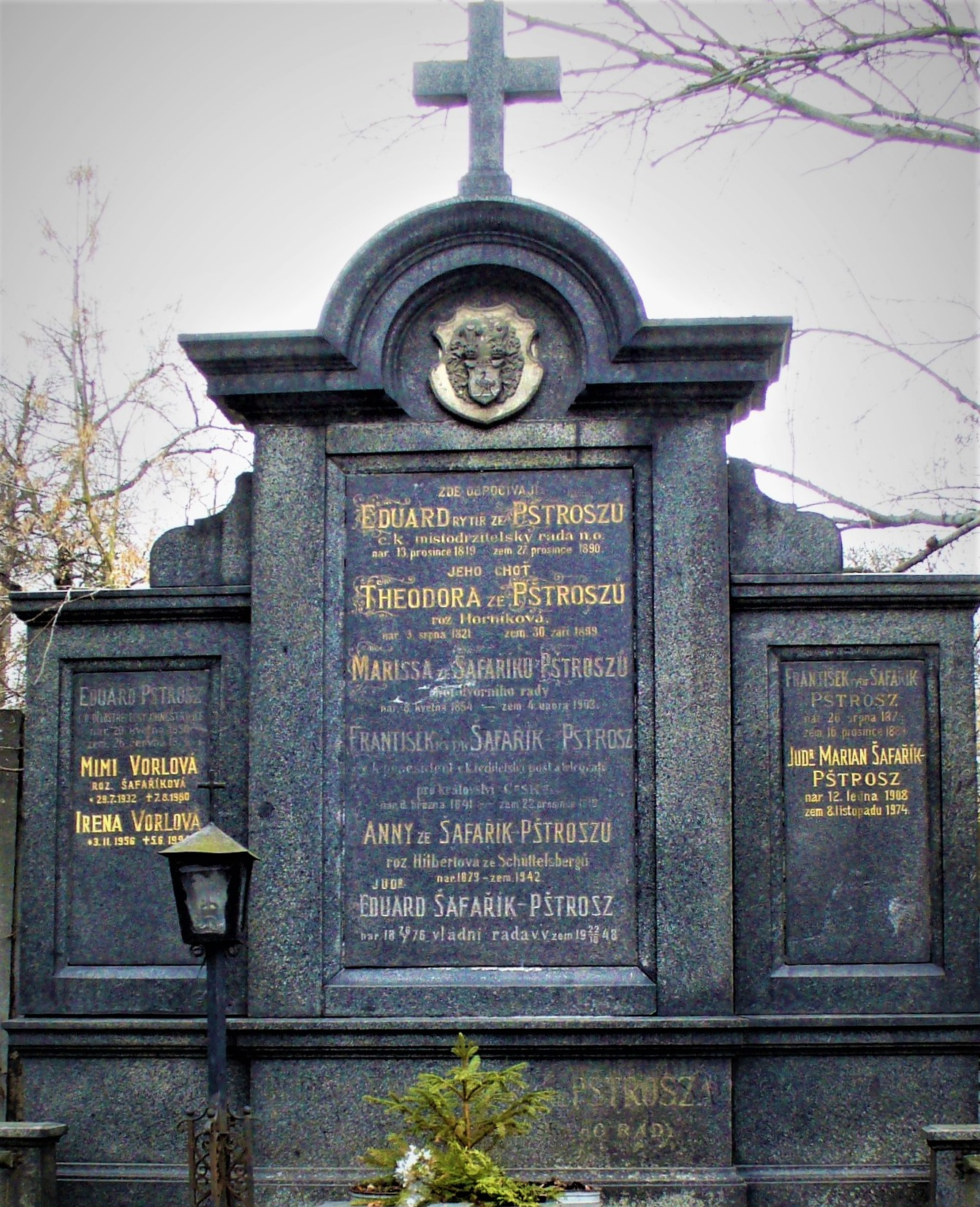
Rodinná hrobka na Olšanských hřbitovech

## Život
Pocházel z rozvětvené pražské měšťanské rodiny, doložené již od přelomu 16./17. století, z rodové větve Josefovy. Narodil se jako pátý ze šesti synů (sedmá byla dcera) pražského měšťana, koželuha a majitele realit Jana Pštrosse (* 1780) a jeho manželky Barbory (* 1787) na Novém Městě pražském v domě čp. 1247/II. Po gymnáziu absolvoval přípravné studium filozofie na Karlo-Ferdinandově univerzitě v Praze a pokračoval studiem práv, které zakončil doktorátem. Po studijní a poznávací cestě Evropou nastoupil v Praze roku 1846 jako praktikant do praxe. Pracoval většinou ve státních službách, mj. jako soudní úředník, napsal jediný, ale ceněný teoretický spis o lénech zemí České koruny („Die böhmischen Kronlehen“ . Praha 1861).
Podílel se na vítězství českých liberálů v pražských městských volbách roku 1861 a dovršil je nástupem do úřadu prvního starosty samostatné obce Vinohrady, zatímco jeho příbuzný František Václav Pštross byl zvolen purkmistrem. Čeština se stala samozřejmou jednací řečí vinohradské radnice a dobrá znalost češtiny podmínkou pro přijetí úředníků radnice.
Dále pracoval jako právní úředník a sekretář na c. a k. místodržitelství v Praze, kde dosáhl hodnosti dvorního rady a za své pracovní zásluhy byl 13. března 1888 povýšen do šlechtického stavu s titulem rytíř z Pštroszu a vyznamenán rakouským Řádem železné koruny. Protože neměl mužského potomka, bylo jeho zeti Františku Šafaříkovi povoleno přijmout titul a rozšířit si příjmení na Šafařík-Pštross. František rytíř Šafařík-Pštross byl přednostou poštovního a telegrafního ředitelství pro Čechy se sídlem na hlavní poště v Praze a oženil se s Eduardovou mladší dcerou Marií Isabelou.

### Divadlo
Po otcově smrti v roce 1845 dal Eduard v zahradě vinohradské usedlosti Pštrosska (na okraji dnešních Riegrových sadů) s finančním příspěvkem zemského výboru vybudovat české divadlo, dřevěnou Arénu ve Pštrosce, činné až do demolice roku 1861. Téhož roku totiž nastoupil do úřadu jako první vinohradský starosta a vinohradské zastupitelstvo schválilo v této lokalitě rozparcelování pozemků na činžovní domy, tomuto rozhodnutí se příkladně podřídil..

## Rodina
Oženil se 2. června 1848 s Theodorou (1823-1899), rozenou Horníkovou z Jičína. Měli dcery Theodoru (*1848), Marii Isabelu (*1854) a jediného syna Eduarda (1850-1860), který zemřel jako desetiletý. Eduard Pštross zemřel za nevyjasněných okolností při vánoční cestě do julských Alp a byl pohřben do rodinné hrobky na Olšanských hřbitovech. Na jeho počest byla pojmenována ulice na Novém Městě.

## Erb
V půleném červeném a zeleném poli je heraldicky vpravo kráčející pštros.